# 高松市立牟礼北小学校
高松市立牟礼北小学校（たかまつしりつ むれきたしょうがっこう）とは香川県高松市牟礼町にある公立小学校。

## 概要
所在地は香川県高松市牟礼町牟礼2900番地1。
運動場には、芝生が全面に整備されている。

## 沿革
- 1976年（昭和51年）4月6日 - 牟礼町立牟礼北小学校として開校
- 1980年（昭和55年）3月3日⁻校歌・校旗発表会
- 1982年（昭和57年）11月3日牟礼北校区第１回ふるさとまつり実施
- 2006年（平成18年）1月10日 - 木田郡から高松市に合併した際に「高松市立牟礼北小学校」に校名変更
- 2015年（平成27年）創立４０周年記念行事を挙行

## 学校行事
- ふるさとまつり
- 運動会

## 進学先中学校
高松市立牟礼中学校

## 交通
- 国道11号線 牟礼・庵治方面
- 琴電・八栗駅から約１km　徒歩約15分

## 通学区域が隣接している学校
- 高松市立牟礼南小学校
- 高松市立牟礼小学校
- 高松市立古高松小学校
- 高松市立屋島東小学校
- 高松市立庵治小学校